# Obtusicauda moldavica
Obtusicauda moldavica är en insektsart. Obtusicauda moldavica ingår i släktet Obtusicauda och familjen långrörsbladlöss.

## Underarter
Arten delas in i följande underarter:
- O. m. moldavica
- O. m. crassitubia